# Re georgiani

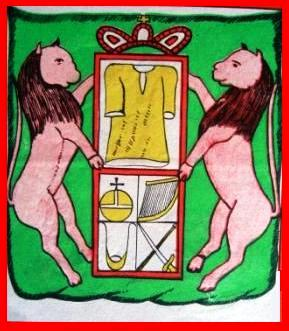
Antico stemma dei Bagration

Elenco dei sovrani succedutisi alla guida del Regno di Georgia (1008-1490).

## Sovrani precedenti
Il medievale Regno di Georgia raccolse l'eredità di numerose entità statali precedenti. Il più antico Stato proto-georgiano (o propriamente georgiano, secondo lo storico Cyril Toumanoff) fu il Regno della Colchide (VI secolo a.C.-II secolo a.C.), situato nella zona della Georgia occidentale. Ad esso succedette il Regno di Lazica, anche noto come Egrisi (I secolo a.C.-VII secolo). Nell'area sud-orientale del paese si sviluppò invece il Regno d'Iberia (299 a.C.-580), ridotto poi a Principato (588-891). Fu durante quest'ultima epoca che emerse la dinastia dei Bagration, destinata a governare la Georgia fino agli inizi del XIX secolo. Il Principato d'Iberia conobbe la propria evoluzione con Adarnase IV, il quale si proclamò "re dei kartveli", governando sul territorio del Tao-Klarjeti. L'ultimo re dei kartveli fu Gurgen II, padre del primo re della Georgia unitaria, Bagrat III. Il Regno di Georgia assorbì via via i territori che avevano fatto parte del Regno d'Abcasia (867-1008), dell'islamico Emirato di Tbilisi (736-1122) e dei regni di Cachezia ed Erezia.
- Elenco dei sovrani della Colchide
- Elenco dei sovrani di Egrisi
- Elenco dei sovrani d'Iberia
- Elenco dei sovrani d'Abcasia
- Elenco dei sovrani di Cachezia
- Elenco dei sovrani d'Erezia
- Elenco dei sovrani di Tao-Klarjeti
- Elenco degli emiri di Tbilisi

## Re di Georgia

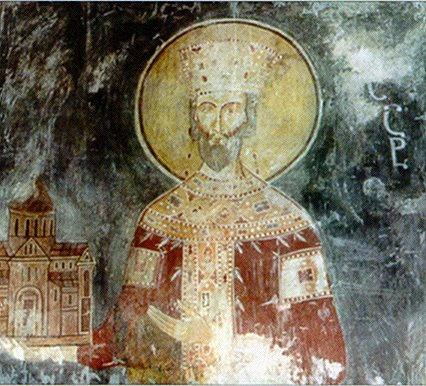
Bagrat III (1008-1014)

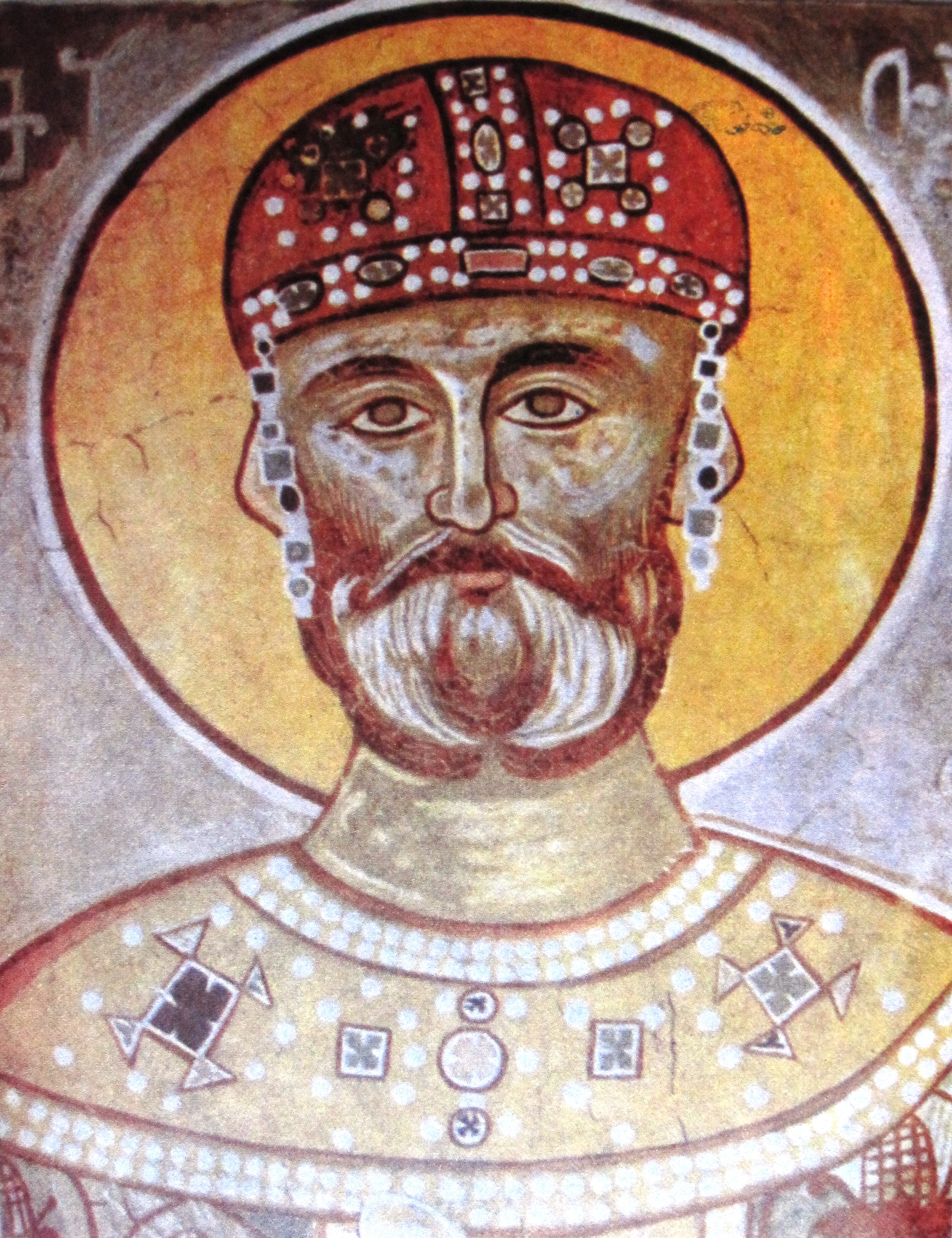
Davide IV (1089-1125)

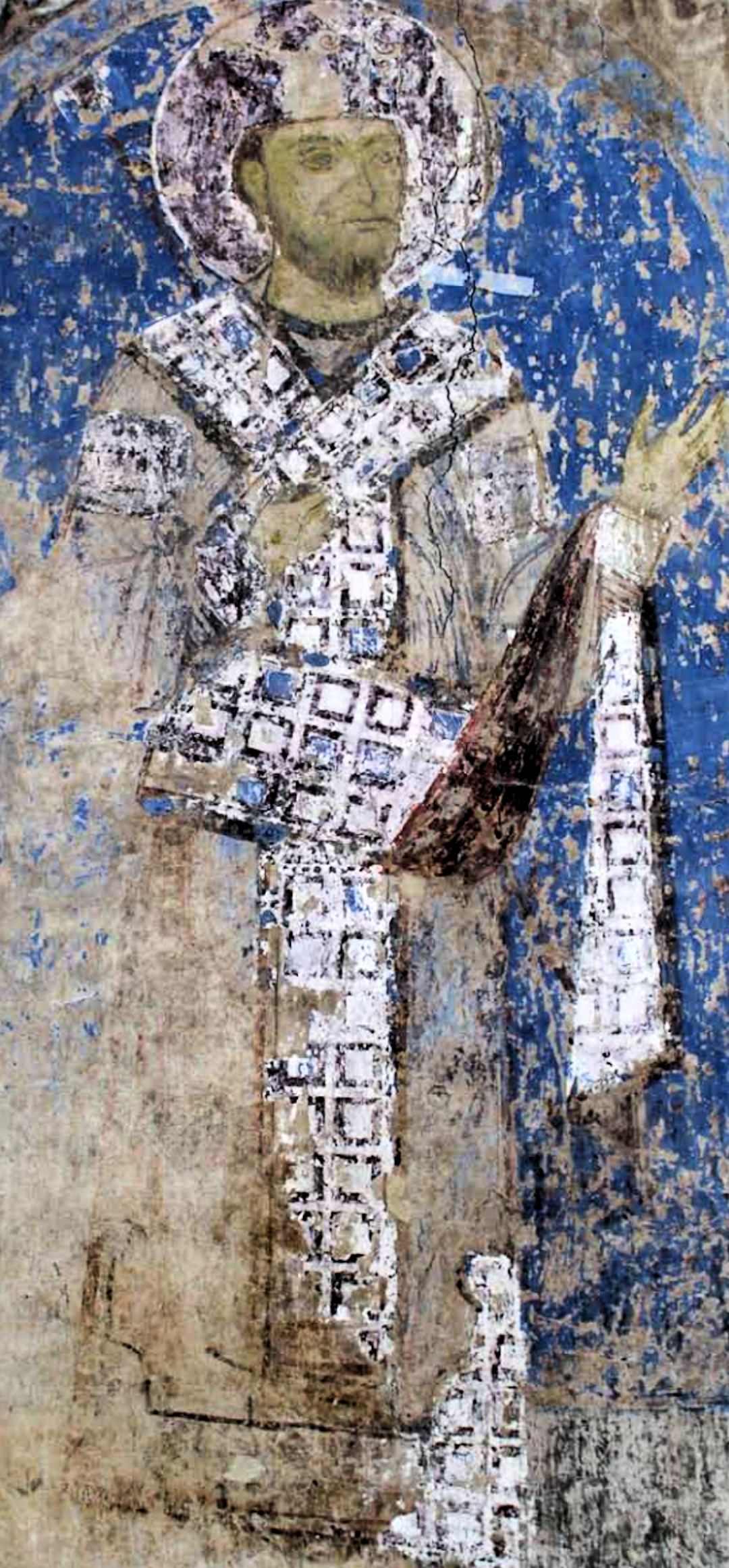
Giorgio III (1156-1184)

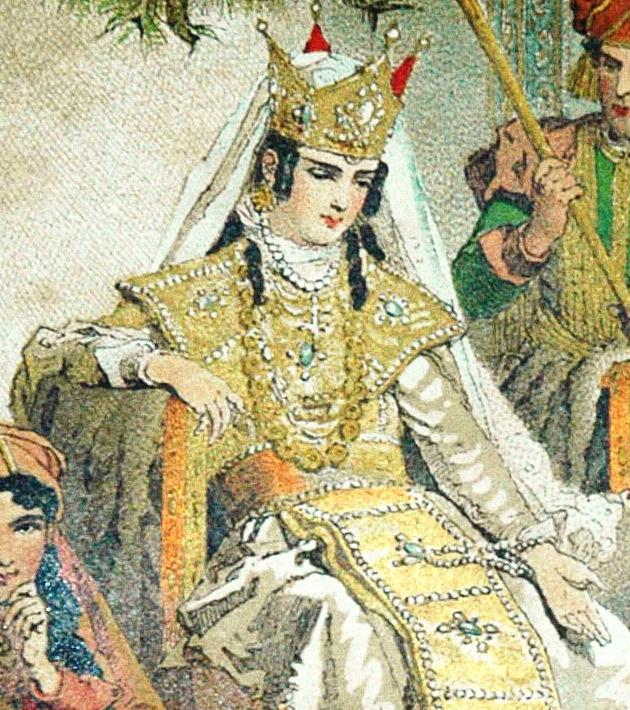
Tamara (1184-1213)

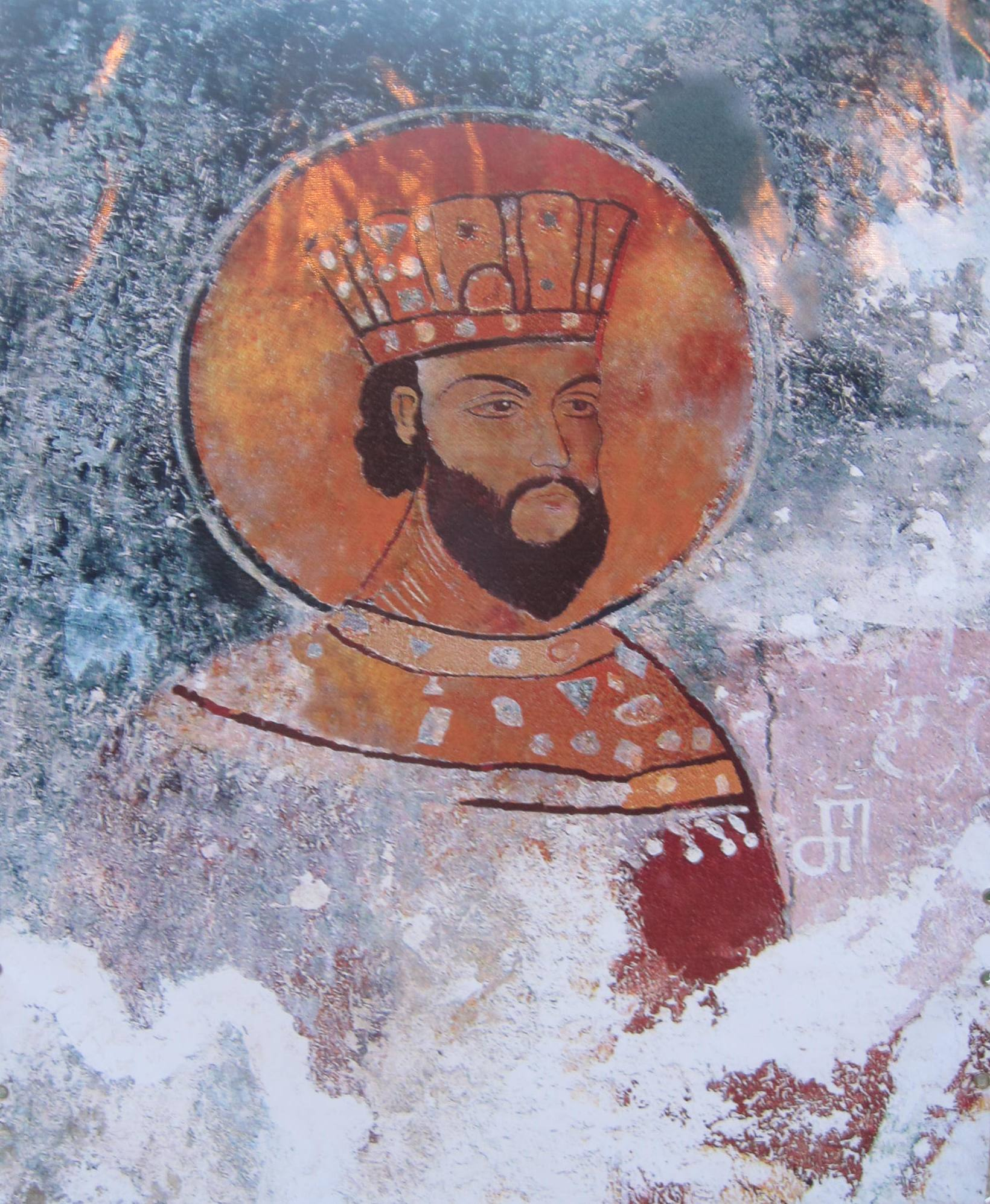
Davide VI (1245-1259)

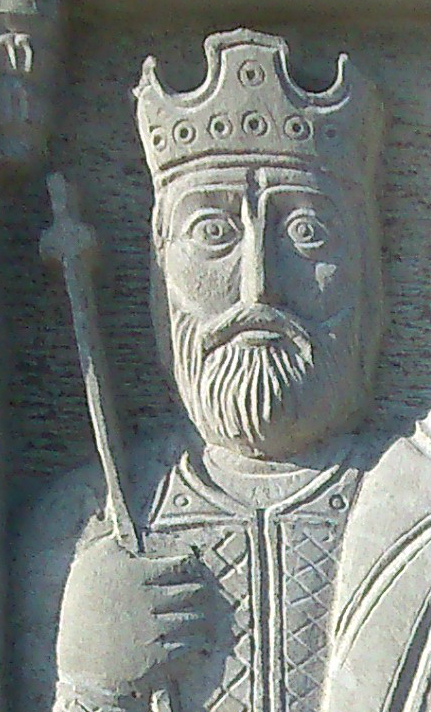
Costantino I (1405-1412)

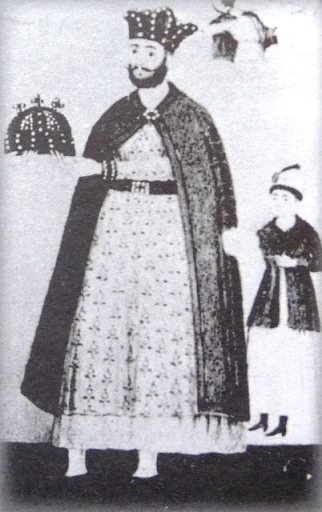
Giorgio VIII (1446-1465)

| Sovrano                                        | Regno     | Note |
| ---------------------------------------------- | --------- | --- |
| Bagrat III (ბაგრატ III, Bagrat III)            | 1008-1014 | A partire dal 978 fu re d'Abcasia, mentre nell'anno 1000 assunse il titolo di principe di Tao-Klarjeti. Alla morte di Gurgen II divenne re di Cartalia e procedette ad unificare gran parte del paese.     |
| Giorgio I (გიორგი I, Giorgi I)                 | 1014-1027 | Poco dopo la sua ascesa al trono perse le regioni orientali della Cachezia e dell'Erezia, senza riuscire a riconquistarle. Fu coinvolto anche in una sanguinosa guerra contro l'Impero bizantino.          |
| Bagrat IV (ბაგრატ IV, Bagrat IV)               | 1027-1072 | Durante il suo lungo regno dovette difendere l'indipendenza del regno dalle mire bizantine e selgiuchidi. Ridusse allo stato di vassallaggio l'Emirato di Tbilisi ed i regni di Cachezia e di Lori.        |
| Giorgio II (გიორგი II, Giorgi II)              | 1072-1089 | Sotto il suo regno si verificò la cosiddetta "Grande invasione turca". Incapace di affrontare efficacemente gli attacchi dei selgiuchidi, fu costretto ad abdicare in favore del figlio Davide IV.         |
| Davide IV (დავით IV, Davit IV)                 | 1089-1125 | Detto "il Fondatore". Scacciò gli invasori selgiuchidi nel 1121 e portò sotto il proprio controllo la Cachezia, l'Armenia e Tbilisi. Fu canonizzato dalla Chiesa ortodossa georgiana.                      |
| Demetrio I (დემეტრე I, Demetre I)              | 1125-1154 | Conosciuto anche per le sue composizioni poetiche, sotto il suo regno fu completato il monastero di Gelati. Nel 1154 fu costretto ad abdicare. Fu canonizzato dalla Chiesa ortodossa georgiana.            |
| Davide V (დავით V, Davit V)                    | 1155      | Le Cronache georgiane narrano che fu re per soli sei mesi dopo aver costretto il padre, Demetrio I, ad abdicare in suo favore. Le circostanze della sua morte non sono chiare.                             |
| Demetrio I (დემეტრე I, Demetre I)              | 1155-1156 | Secondo regno |
| Giorgio III (გიორგი III, Giorgi III)           | 1156-1184 | Collezionò diversi successi militari. In particolare, lanciò una vittoriosa campagna contro i selgiuchidi e conquistò le città armene di Ani e Dvin. Nel 1177 represse una grande rivolta nobiliare.       |
| Tamara (თამარი, Tamari)                        | 1184-1213 | Governò durante l'età dell'oro della Georgia. Consolidò un impero destinato a dominare sul Caucaso fino ai tempi dell'invasione mongola. Fu canonizzata dalla Chiesa ortodossa georgiana.                  |
| Giorgio IV (გიორგი IV, Giorgi IV)              | 1213-1223 | Proseguì la politica di rafforzamento della madre e sedò le rivolte negli Stati musulmani vassalli. Tentò di partecipare alla quinta crociata, ma subì le prime incursioni mongole tra il 1221 ed il 1222. |
| Rusudan (რუსუდანი, Rusudani)                   | 1223-1245 | Succeduta al fratello Giorgio, non riuscì a preservare quanto conquistato dai predecessori. Negli anni venti il suo regno fu attaccato dai corasmi, mentre in seguito subì il dominio mongolo.             |
| Davide VI (დავით VI, Davit VI)                 | 1245-1259 | Detto "l'Intelligente". Regnò insieme a Davide VII fino al 1259 come vassallo dei mongoli. Dopo la divisione del regno governò sulla Georgia occidentale (Imerezia) fino al 1293.                          |
| Davide VII (დავით VII, Davit VII)              | 1247-1270 | Detto "l'Anziano". Regnò insieme a Davide VI dal 1247 al 1259 come vassallo dei mongoli. Dopo la divisione del regno governò sulla sola Georgia orientale. Era figlio illegittimo di Giorgio IV.           |
| Demetrio II (დემეტრე II, Demetre II)           | 1270-1289 | Detto "il Devoto". Regnò sulla sola Georgia orientale. Sospettato di coinvolgimento in una congiura contro l'ilkhan Arghun, fu decapitato nel 1289. Fu canonizzato dalla Chiesa ortodossa georgiana.       |
| Vakhtang II (ვახტანგ II, Vakhtang II)          | 1289-1292 | Figlio di Davide VI, fu chiamato a regnare, con il consenso dei mongoli, dopo la decapitazione del cugino Demetrio II, mentre suo padre era ancora re della Georgia occidentale.                           |
| Davide VIII (დავით VIII, Davit VIII)           | 1293-1311 | Figlio di Demetrio II, regnò sulla sola Georgia orientale. Entrato in rotta di collisione con i mongoli, fu deposto e sostituito dai fratelli Giorgio V e Vakhtang III, salvo poi essere reintegrato.      |
| Giorgio V (გიორგი V, Giorgi V)                 | 1299-1302 | Detto "il Brillante". Regnò in due diversi periodi. Benché nominato dai mongoli, riuscì a liberare il paese dalla loro dominazione. Riunificò la Georgia occidentale e quella orientale nel 1329.          |
| Vakhtang III (ვახტანგ III, Vakhtang III)       | 1302-1308 | Nominato dall'ilkhan Ghazan in opposizione al fratello ribelle Davide VIII. Riuscì a controllare solo Tbilisi ed alcune province meridionali ed orientali. In seguito i due fratelli regnarono insieme.    |
| Giorgio VI (გიორგი VI, Giorgi VI)              | 1311-1313 | Detto "il Minore". Fu nominato dall'ilkhan Oljeitu dopo la morte del padre Davide VIII. Regnò sotto la reggenza dello zio Giorgio V. Morì in giovanissima età.                                             |
| Giorgio V (გიორგი V, Giorgi V)                 | 1314-1346 | Secondo regno |
| Davide IX (დავით IX, Davit IX)                 | 1346-1360 | Unico figlio conosciuto di Giorgio V, regnò su tutta la Georgia. Nel 1348 dovette fronteggiare una terribile epidemia di peste nera. Nel 1355 associò al trono il figlio Bagrat.                           |
| Bagrat V (ბაგრატ V, Bagrat V)                  | 1360-1395 | Detto "il Grande". Fu un abile militare. Dovette fronteggiare l'invasione di Tamerlano, di cui divenne vassallo. Perse il controllo dell'Imerezia nel 1387, ma due anni dopo riuscì a renderla vassalla.   |
| Giorgio VII (გიორგი VII, Giorgi VII)           | 1395-1405 | Combatté a lungo contro Tamerlano, il quale guidò sette incursioni contro la Georgia tra il 1387 ed il 1403. Infine fu costretto a riconoscere la signoria dell'invasore ed a pagare un tributo.           |
| Costantino I (კონსტანტინე I, Konstantine I)    | 1405-1412 | Verso il 1411 si alleò con Ibrahim I di Shirvan al fine di fronteggiare l'avanzata turcomanna dei Kara Koyunlu. Sconfitto a Çalağan, fu imprigionato e poi ucciso dal principe Kara Yusuf.                 |
| Alessandro I (ალექსანდრე I, Aleksandre I)      | 1412-1442 | Detto "il Grande". Riunificò il paese abolendo l'autonomia dell'Imerezia. Conquistò una parte dell'Armenia e si liberò dalla minaccia turcomanna. Nel 1442 abdicò e prese i voti monastici.                |
| Vakhtang IV (ვახტანგ IV, Vakhtang IV)          | 1442-1446 | Al pari di suo padre regnò su tutta la Georgia. Non avendo avuto figli, alla sua morte, si aprì una disputa dinastica tra i fratelli Demetrio e Giorgio con gravi conseguenze per il futuro del regno.     |
| Demetrio III (დემეტრე III, Demetre III)        | 1446-1453 | Sovrano legittimo dal punto di vista anagrafico. Controllò solo la Georgia occidentale, mentre il fratello Giorgio VIII entrò in possesso dell'altra parte del paese.                                      |
| Giorgio VIII (გიორგი VIII, Giorgi VIII)        | 1446-1465 | In possesso della Georgia orientale dal 1446, alla morte di Demetrio III divenne re di tutto il paese fin quando non fu sconfitto dal rivale Bagrat VI. Regnò sulla sola Cachezia dal 1465 al 1476.        |
| Bagrat VI (ბაგრატ VI, Bagrat VI)               | 1465-1478 | Nipote di Costantino I, sconfisse Giorgio VIII nella battaglia di Chikhori e si proclamò re d'Imerezia (1463) e Cartalia (1466). Nel 1477 fronteggiò con scarso successo l'invasione degli Ak Koyunlu.     |
| Costantino II (კონსტანტინე II, Konstantine II) | 1478-1490 | Detronizzò il figlio di Bagrat VI, Alessandro II, e controllò sia l'Imerezia che la Cartalia fino al 1483, anno in cui Alessandro riconquistò l'Imerezia. Regnò sulla sola Cartalia fino al 1505.          |

## Sovrani successivi

### Re di Georgia
Tra il 1259 ed il 1330, come conseguenza delle invasioni mongole, l'Imerezia fu governata da re diversi da quelli del resto della Georgia. Dal 1259 quindi Davide VI e Davide VII, che avevano governato insieme come vassalli dei mongoli, si trovarono a regnare su due diverse parti del paese. L'Imerezia ebbe altri brevi periodi di indipendenza, tra il 1387 ed il 1412 (durante il periodo delle invasioni di Tamerlano) e, di nuovo, tra il 1446 ed il 1452. Nel 1463 Bagrat VI istituì ufficialmente il Regno d'Imerezia. Tre anni dopo egli si proclamò anche re della Cartalia, unificando momentaneamente le corone, le quali furono divise definitivamente nel 1478, alla morte del sovrano. Il Regno d'Imerezia cessò di esistere nel 1810, anno dell'annessione all'Impero russo.
- Elenco dei re d'Imerezia

### Re di Cachezia
Il Regno di Cachezia fu istituito nel 1465 dal re di Georgia Giorgio VIII, il quale, sconfitto dai suoi rivali, lasciò Tbilisi e regnò dal 1465 in poi sulla sola Cachezia, con il nome di Giorgio I, dando vita ad un nuovo ceppo della dinastia bagratide. Nel 1490 l'esistenza della Cachezia indipendente fu sancita definitivamente dal concilio nazionale che divise la Georgia in tre regni. Il Regno di Cachezia cessò di esistere nel 1762, quando si fuse con quello di Cartalia.
- Elenco dei re di Cachezia

### Re di Cartalia
Nel 1490, dopo decenni di lotte dinastiche, un concilio nazionale sancì la divisione ufficiale dello Stato georgiano in tre regni distinti: la Cartalia, la Cachezia e l'Imerezia. Con questa decisione il concilio prese atto di una frammentazione già concretamente esistente. A seguito della decisione del 1490, il re della Georgia Costantino II fu ufficialmente ribattezzato "re di Cartalia", sebbene il primo ad usare questo titolo fosse stato Bagrat VI nel 1466. I sovrani di Cartalia controllarono la porzione più ampia dell'ex regno unitario. Il Regno cessò di esistere nel 1762, quando si fuse con quello di Cachezia.
- Elenco dei re di Cartalia

### Re di Cartalia-Cachezia
Nel 1762, alla morte del re di Cartalia Teimuraz II, suo figlio Eraclio II, già re di Cachezia dal 1744, unificò le corone. Il Regno unitario di Cartalia e Cachezia cessò di esistere nel 1801,  anno dell'annessione all'Impero russo.
- Elenco dei re di Cartalia-Cachezia